# Willi Heim
Willi Heim (* 26. September 1914 in Roding; † nach 1997) war ein deutscher Jurist, u. a. Verteidiger während der Nürnberger Prozesse.

## Leben
Willi Heim studierte an der Universität Erlangen und Dresden. Zum 1. Mai 1937 trat er der NSDAP bei (Mitgliedsnummer 5.498.015). Nach dem Krieg wurde er mit der Kategorie 4 „Mitläufer“ entnazifiziert.
Im Prozess Wirtschafts-Verwaltungshauptamt der SS (Fall 4 der Nachfolgeprozesse; USA gegen Oswald Pohl et al.), welcher ohne Revision von Anfang April 1947 bis Anfang November 1947 dauerte, war er bis 29. Juni 1948 Verteidiger von Hans Hohberg. Hohberg wurde in zwei Anklagepunkten für schuldig befunden und zu 10 Jahren Haft verurteilt, bereits aber 1951 aus dieser vorzeitig entlassen.
Im Prozess Rasse- und Siedlungshauptamt der SS (Fall 8 der Nachfolgeprozesse; USA gegen Ulrich Greifelt et al.), der von Ende Oktober 1947 bis Mitte März 1948 dauerte, war er Verteidiger von Fritz Schwalm. Schwalm wurde in drei Anklagepunkten für schuldig befunden und zu 10 Jahren Haft verurteilt, bereits aber 1951 aus dieser vorzeitig entlassen.
Im darauffolgenden Einsatzgruppen-Prozess (Fall 9 der Nachfolgeprozesse; USA gegen Otto Ohlendorf et al.), welcher von Mitte August 1947 bis Ende Juli 1948 dauerte, war er Verteidiger von Paul Blobel. Blobel weihte Heim während des Prozesses auch bzgl. der Verbrennung der vergasten Toten ein. So führte Blobel aus, dass es Schwierigkeiten damit gab, die richtige Verbrennungsmethode für eine restlose Beseitigung der Leichen zu finden. Dies gab Heim bei seiner Befragung in einem Nachkriegsprozess, u. a. zur Aktion 1005, Anfang April 1963 zu Protokoll. Blobel erhielt die Todesstrafe, Heim reichte im April 1951 noch ein Gnadengesuch ein, aber Blobel wurde Anfang Juni 1951 hingerichtet.
1997 schrieb er im Buch Unterdrückung und Verfolgung deutscher Patrioten von Rolf-Josef Eibicht das Kapitel Zur Frage der sogenannten „Offenkundigkeit“.